# Chuck Sun
Chuck Sun   (Sherwood, 10 de setembre de 1956) és un antic pilot professional de motocròs nord-americà que va competir als Campionats AMA de motocròs entre el 1976 i el 1983. El 1980 en va guanyar el títol de 500cc, però la seva millor temporada fou la de 1981: aquell any va guanyar el Gran Premi dels Estats Units de 500cc i va formar part, al costat de Donnie Hansen, Johnny O'Mara i Danny LaPorte, del primer equip dels Estats Units de la història que va guanyar el Motocross des Nations i el Trophée des Nations.
Sun és l'únic asioamericà a haver guanyat mai un campionat de motociclisme professional als Estats Units. Juntament amb els altres tres integrants de l'equip de 1981 al Motocross des Nations, el 2002 va rebre el premi Edison Dye a la trajectòria i el 2003 va ser incorporat a l'AMA Motorcycle Hall of Fame.

## Biografia
Chuck Sun va néixer al si d'una família d'orígens xinesos aficionada a la conducció fora d'asfalt de la zona rural de Sherwood, Oregon. El 1968, a 12 anys, es va comprar la seva primera motocicleta de muntanya, una minibike que va veure en una botiga de recanvis d'automòbil, amb els 100 dòlars que havia guanyat collint mongetes i maduixes sota el sol d'estiu d'Oregon. El seu pare, Roger, només li va preguntar un cop: «N'estàs segur que és això, amb el que et vols gastar els diners?» (Are you sure this is what you want to spend your money on?). La pel·lícula de Bruce Brown On Any Sunday (1971) va convertir Malcolm Smith en una icona del motociclisme fora d'asfalt i va encendre en Chuck la passió per les curses. A 14 anys va participar en la seva primera cursa de motocròs, on va caure en intentar avançar tots els rivals al primer revolt.
Els seus primers èxits importants els va començar a obtenir al tombant de la dècada del 1970. El 1979 va obtenir la tercera plaça final al Gran Premi dels Estats Units de 500cc. El 1980 va guanyar amb Honda el seu únic campionat AMA de 500cc i el 1981 va aconseguir les seves grans fites: victòria al GP dels Estats Units, al Motocross des Nations i al Trophée des Nations. A més, aquell any fou tercer al Campionat AMA de supercross.
Tot i retirat de les competicions des de 1983, Chuck Sun ha continuat prenent part en alguns campionats: el 2003 es va qualificar per a la final del campionat AMA de Supermoto, a Las Vegas, i fou quart absolut al Maxxis Asia Open de Phitsanulok (Tailàndia).

## Palmarès
Títols per any
| Any  | Equip | Campionat             | Classe |
| ---- | ----- | --------------------- | ------ |
| 1980 | Honda | AMA Motocross         | 500cc  |
| 1981 | Honda | Motocross des Nations | -      |
| 1981 | Honda | Trophée des Nations   | -      |